# Suimanga cuallarg
El suimanga cuallarg (Cinnyris pulchellus) és un ocell de la família dels nectarínids (Nectariniidae).

## Hàbitat i distribució
Habita zones arbustives des de Mauritània fins Sierra Leone, est d'Eritrea, oest d'Etiòpia, Kenya i Tanzània

## Taxonomia
El Congrés Ornitològic Internacional, versió 11.1, 2021 considera l'existència de dues subespècies, que segons el HBW/Birlife són espècies de ple dret:
- Cinnyris pulchellus sensu stricto - suimanga cuallarg occidental.[3]
- Cinnyris melanogastrus(Fischer, GA et Reichenow, 1884) - suimanga cuallarg oriental.[4]